# Heligmonevra singaporensis
Heligmonevra singaporensis är en tvåvingeart som beskrevs av Tomasovic och Patrick Grootaert 2008. Heligmonevra singaporensis ingår i släktet Heligmonevra och familjen rovflugor.
Artens utbredningsområde är Singapore. Inga underarter finns listade i Catalogue of Life.